# Denis Decrès
Denis Decrès fue oficial de la Marina francesa y conde, más tarde duque del Primer Imperio.

## Primeros años
Decrès nació en Châteauvillain, Alta Marne, el 18 de junio de 1761 y se alistó en la Armada a los 18 años, en la escuadra del almirante De Grasse. Participó en todos los combates en los que intervino esta flota. Siendo miembro de la tripulación del Richmond, durante la batalla de las Saintes, el 12 de abril de 1782, fue en un bote bajo el fuego de los navíos británicos a atar un cable de remolque al Glorieux, que había sido desarbolado, para sacarlo del peligro en que se encontraba. Fue recompensado con un ascenso a enseigne de vaisseau. Este acontecimiento está conmemorado en uno de los lados de su tumba. Se encontraba en la India cuando estalló la Revolución Francesa.

## Era de la revolución
En octubre de 1793, Decrès fue enviado como mensajero para solicitar ayuda para la Isla de Francia (actual Mauricio). Fue arrestado a su llegada a Lorient, el 10 de abril de 1794, por ser miembro de la nobleza. En junio de 1795 recuperó su rango de capitán de barco y en octubre de 1795 fue ascendido al mando del Formidable, un navío de 80 cañones. Mientras estaba al mando del Formidable, participó, como comandante de división, en el fallido intento de invadir Irlanda en 1796. Ascendido a contralmirante en abril de 1798, estuvo al mando de una escuadra ligera durante la campaña de Egipto, cubriendo el desembarco en Malta. Napoleón le nombró comandante de la escuadra de fragatas que acompañaba a la flota de Brueys en la expedición a Egipto, y participó en la desastrosa derrota francesa en la batalla del Nilo a bordo de la fragata Diane, de 40 cañones, y logró escapar a Malta, donde izó su bandera a bordo del navío Guillaume Tell, de 80 cañones. Durante el periodo 1799 - 1800, Decrès tuvo bajo su mando a un contralmirante, Jacques Bedout, al que consideró oportuno relevar de su mando. La dimisión de Bedout fue rechazada y en 1802, Napoleón concedió a Bedout una escuadra de cinco navíos. El buque insignia era el Argonauta.

## Consulado y Primer Imperio
Atacado por tres navíos británicos cuando intentaba romper el bloqueo de Malta el 30 de marzo de 1800, con 200 enfermos y 1000 soldados a bordo, se rindió a primera hora del día siguiente con la mitad de su tripulación muerta o herida. Fue canjeado en agosto de 1800 y regresó a Francia, donde el Primer Cónsul le entregó personalmente un sable de honor -una concesión de las "Armas de Honor" que Napoleón había introducido como condecoración antes de instituir la Legión de Honor- y le nombró prefecto marítimo en Lorient. Desde el 3 de octubre de 1801 hasta el final del Imperio, el 1 de abril de 1814, fue Ministro de Marina de Napoleón. Durante este periodo, fue ascendido de nuevo, esta vez a vicealmirante, el 30 de mayo de 1804.
En 1808 fue nombrado conde del Imperio. En abril de 1813 fue nombrado duque, y el 3 de noviembre de ese año se casó con Marie-Rose Rosine Clary, de la influyente familia Clary; era prima de nacimiento de Julie Clary. Marie-Rose había estado casada con el general Saligny hasta la muerte de éste en 1809. A través del matrimonio, Dècres se convirtió en cuñado del mariscal Suchet, y sobrino tanto del mariscal Bernadotte como de José Bonaparte. Tras el regreso de Napoleón de Elba a Francia, Decrès retomó brevemente su cargo de ministro de Marina durante los Cien Días, del 20 de marzo al 22 de junio de 1815, y desde entonces hasta el nombramiento de su sucesor el 7 de julio. Murió en un incendio en su casa de París el 7 de diciembre de 1820, provocado por uno de sus criados que intentaba matarle y robarle. Está enterrado en el cementerio del Père Lachaise. En su tumba hay una escultura en bajorrelieve que representa su valerosa acción en el rescate de los Glorieux durante la batalla de los Saintes.